# La Estancia, San Juan del Río
La Estancia är en ort i Mexiko.   Den ligger i kommunen San Juan del Río och delstaten Querétaro Arteaga, i den centrala delen av landet, 150 km nordväst om huvudstaden Mexico City. La Estancia ligger 1 938 meter över havet och antalet invånare är 5 579.
Terrängen runt La Estancia är platt åt nordost, men åt sydväst är den kuperad. Runt La Estancia är det ganska tätbefolkat, med 230 invånare per kvadratkilometer. Närmaste större samhälle är San Juan del Río, 8,2 km sydost om La Estancia. Omgivningarna runt La Estancia är en mosaik av jordbruksmark och naturlig växtlighet.